# Bajirao II
Bājīrāo II (hindi हिन्दी; in urdu باجی راؤ دوم‎?; 10 gennaio 1775 – Bithur, 28 gennaio 1851) è stato un politico indiano, 12º e ultimo Peshwa dell'Impero Maratha.
Governò dal 1795 al 1818. Fu insediato come governante-fantoccio dall'aristocrazia maratha, il cui crescente potere lo spinse a fuggire dalla sua capitale di Pune e a firmare nel 1802 il Trattato di Bassein con la Compagnia britannica delle Indie Orientali.
Ciò provocò lo scoppio della Seconda guerra anglo-maratha (1803–1805), che si concluse con la schiacciante vittoria britannica, che comportò il reinsediamento di Bajirao II come Peshwa. Nel 1817, Bajirao II si unì alla Terza guerra anglo-maratha dopo che i Britannici avevano favorito i nobili Gaekwad in una disputa relativa alla spartizione delle entrate dello Stato maratha. Dopo aver sofferto numerose sconfitte militari, il Peshwa si arrese al superiore avversario britannico, e acconsentì a ritirarsi in un feudo a Bithur, accontentandosi di un appannaggio annuo.

## Vita privata
Bājīrāo era figlio del Peshwa Raghūnāthrāo di sua moglie Anandibai. Raghūnāthrāo aveva agito con grande ambizione e aveva persino sconfitto la Compagnia britannica delle Indie Orientali ma infine era stato costretto a fronteggiare i britannici nella Prima guerra anglo-maratha, conclusa con il Trattato di Salbai.
Bājīrāo nacque nel 1775, quando entrambi i genitori erano imprigionati dal governo del Peshwa del momento. Fino ai suoi 19 anni, patì il confino assieme ai suoi fratelli, venendo esclusi da qualsiasi forma di istruzione.
Il successore di Raghūnāthrāo nella carica di Peshwa, Madhavrāo II, si suicidò nel 1795, e morì senza lasciare un erede. Una lotta di potere esplose tra i nobili maratha per il controllo della Storia#Confederazione maratha e il potente generale Daulat Rāo Scindia e il ministro Nana Fadnavis (o Fadanvis) insediarono allora Bājīrāo come un Peshwa fantoccio. Bājīrāo doveva affrontare i problemi della sfortunata eredità dei suoi genitori che, malgrado la comune appartenenza alla casta (Varṇa) dei Brahmani, erano sospettati di coinvolgimento nell'assassinio del giovane quinto Peshwa Narayanrāo nel 1774. In quanto figlio di sospetti assassini, fu guardato dall'alto in basso dai suoi ministri, dalla nobiltà e persino dai suoi sudditi. Ogni sua azione fu giudicata con palese pregiudizio e si dice che, sebbene debba essere considerato un ottimo amministratore e artefice della moderna Pune, fu spesso etichettato come un Peshwa codardo e incapace.
Pandita Ramabai ha criticato il suo matrimonio, celebrato a 60 anni, quando era già afflitto da cecità, contratto con una ragazzina di soli 9 o 10 anni.

## Conquista di Pune da parte di Holkar
Dopo la morte di Fadnavis nel 1800, Daulat Rāo Scindia assunse il pieno controllo del governo del Peshwa. Quando Scindia iniziò a eliminare i suoi rivali all'interno del governo, il Peshwa Bājīrāo II si preoccupò della propria sicurezza. Si rivolse al Residente britannico, il col. William Palmer, per chiedere aiuto. Il generale Arthur Wellesley si trovava a quel tempo già nelle regioni meridionali del territorio dei Maratha, avendo concluso una campagna contro l'avventuriero convertito all'Islam Dhondia Wagh. Tuttavia, Bājīrāo era riluttante a firmare un trattato coi britannici.
Nel 1802, il capo rivale di Scindia, Yashwant Rāo Holkar, marciò su Pune e si proclamò alleato del Peshwa, fornendo assicurazioni che egli intendeva solo liberare Pune dal controllo di Scindia. Ma Bājīrāo era ansioso, perché aveva in precedenza disposto l'uccisione del fratello di Yashwant Rāo, Vithoji Rāo Holkar. Cercò quindi l'aiuto di Scindia, che era lontano da Pune a quel tempo. Scindia decise d'inviare un esercito che arrivò a Pune il 22 ottobre 1802. Holkar sbaragliò le forze congiunte del Peshwa e di Scindia nella battaglia di Hadapsar il 25 ottobre.
La mattina del 25 ottobre, prima dello scontro, Bājīrāo aveva già inviato i termini preliminari per un accordo coi britannici. Dopo la vittoria di Holkar, egli fuggì a Vasai, dove chiese aiuto ai britannici a Bombay. Holkar convocò un consiglio, alla cui testa pose il fratello adottivo di Bājīrāo, Amrutrāo che gestì il governo del Peshwa a suo nome.

## Trattato coi britannici

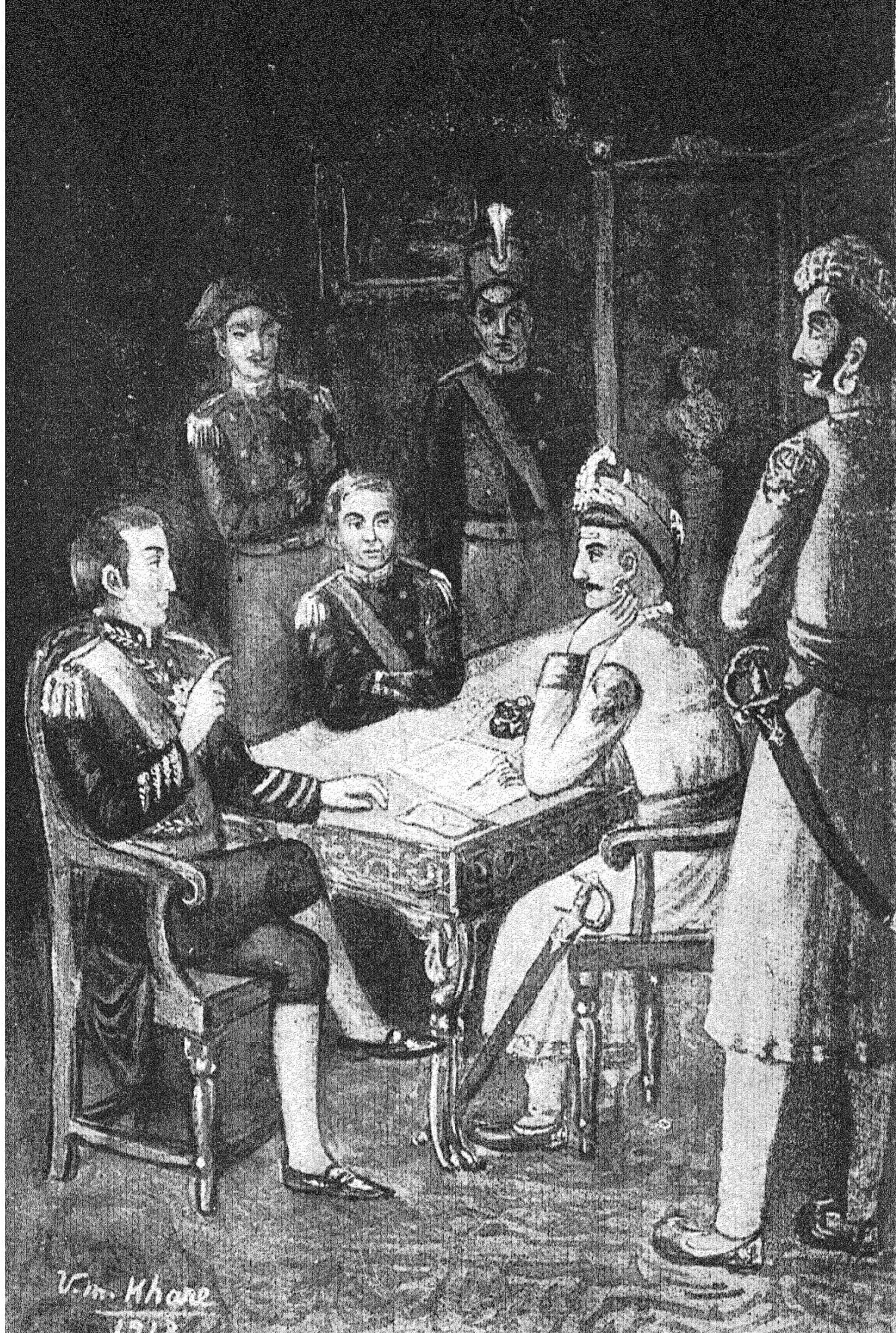
Bajirao II firma il Trattato di Vasai (anche noto come Trattato di Bassein) coi britannici.

Bājīrāo II concluse il Trattato di Bassein (o di Vasai) nel dicembre del 1802, in cui i britannici accettavano di reinsediare Bājīrāo II come Peshwa, in cambio del consenso all'ingresso di 6 000 uomini di fanteria e di artiglieria di Sua Maestà, comandati da ufficiali britannici, in territorio maratha, mantenuti in questo loro stazionamento, che prevedeva anche un agente politico come Residente, a Pune.
Holkar e Sindhia resistettero all'intrusione britannica negli affari maratha, tanto da far sfociare la situazione nella Seconda guerra anglo-maratha del 1803–1805.
Il trionfo dell'imperialismo britannico comportò per i Maratha l'amputazione dei loro territori, causata dalle endemiche rivalità tre i seguaci degli Holkar e dei Scindia, sottolineate dal tradimento perpetrato in tutte le battaglie dai Francesi di Scindia e da altri ufficiali europei, che per lo più gestivano i cannoni importati nell'esercito dei Maratha, che non riuscivano ad addestrare i propri uomini in numero sufficiente per maneggiare cannoni d'importazione.

## Terza guerra anglo-maratha
Le incursioni dei Pindari - cavalieri irregolari che risiedevano nei territori maratha - nei territori controllati dai britannici portarono infine alla Terza guerra anglo-maratha del 1817–1818, che finì con la disfatta dei Bhonsle, degli Holkar e di altri signori feudali maratha.
A metà del secondo decennio del XIX secolo, i britannici erano intervenuti nei contrasti finanziari relativi alle quote d'introito fiscali spettanti al Peshwa e al Gaekwad di Baroda. Il 13 giugno 1817, la Compagnia obbligò Bājīrāo II a firmare un accordo di rinuncia alle pretese degli introiti del Gaekwad e alla cessione di larghe parti di territorio ai britannici. Questo Trattato di Pune mise formalmente fine alla supremazia del Peshwa su tutti gli altri capi maratha, cosa che decretò la fine ufficiale della Confederazione maratha.
Il 5 novembre 1817, il Residente britannico a Pune fu attaccato dall'esercito di Bājīrāo II, comandato dal suo delegato Mor Dixit. Bājīrāo II avrebbe potuto vincere questa battaglia se non avesse bloccato il progresso delle sue forze piegandosi alle richieste del Residente Elphinstone per un cessate il fuoco. Bājīrāo osservò la battaglia da una collina chiamata Parvati Hill. Ci si riferisce a questo scontro come alla Battaglia di Khadki, che si concluse con la disfatta del Peshwa.
Nel prosieguo, le sue truppe si spostarono a Garpir, alla periferia di quella che oggi è Solapur Road, per bloccare l'arrivo di forze britanniche provenienti da Jalna, ma il tradimento di uno dei capi di Bājīrāo, il Sardar Ghorpade Sondurkar, costrinse le sue forze a ritirarsi. Poco dopo Bājīrāo conquistò il Forte Chakan, strappandolo alle truppe britanniche. Nel frattempo, i britannici destinarono a Pune il colonnello Burr, mentre una loro forza al comando del Generale Joseph Smith tallonava il Peshwa.
Alla fine di dicembre, il colonnello Burr ricevette informazioni in base alle quali venne a sapere che il Peshwa intendeva attaccare Pune, e chiese aiuto alle truppe della Compagnia delle Indie Orientali, stazionate a Shirur. Le truppe, mossesi da Shirur, si scontrarono con le forze del Peshwa nella Battaglia di Koregaon. Il Peshwa non riuscì a vincere e fu anzi obbligato ad arretrare, nel timore dell'arrivo del più imponente esercito della Compagnia, guidato dal Generale Smith.

## Resa e ritiro dalla scena politica
Cinque colonne britanniche si scagliarono urlando sugli uomini di Bājīrāo II, esortati dal pensiero del premio promesso al termine del riuscito inseguimento. Dopo essersi mossi per cinque mesi da una parte all'altra, in attesa dell'aiuto promesso dai Scindia, Holkar e Bhosle (che non giunse mai), Bājīrāo si arrese a Sir John Malcolm. Con grande dispiacere del Governatore Generale della Compagnia, Francis Rawdon-Hastings, 1º marchese di Hastings (da non confondere con Warren Hastings, il primo Governatore Generale dell'India), Malcolm era pronto a mantenere Bājīrāo nella sua veste di Principe per tutta la vita, consentendogli di conservare la sua fortuna personale e a pagargli una pensione annuale di £ 80.000 (£ 100.000 secondo alcune fonti) ogni anno. In cambio, Bājīrāo II sarebbe vissuto in una località assegnatagli dai britannici insieme ai suoi servitori a condizione di non tornare mai in patria a Pune. Avrebbe anche dovuto abbandonare tutte le sue pretese sulla sua eredità e non poteva arrogarsi il titolo di Peshwa, ma nessuna obiezione sarebbe stata fatta nel chiamarsi "Maharaja". La sola ragione per cui Francis Rawdon-Hastings ratificò il trattato firmato da Malcolm u la sua convinzione che Bājīrāo II non sarebbe vissuto a lungo, avendo già 40 anni, e che i suoi avi non erano vissuti molto più in là di quell'età.
Per tenere sotto controllo Bājīrāo II, i britannici scelsero un piccolo villaggio sulla riva destra del Gange, chiamato Bithur, vicino a Kanpur, dove essi avevano un grande impianto militare. Il posto individuato era ampio esattamente sei miglia quadrate (una decina di kmq), abitato da circa 15 000 abitanti, in cui s'insediarono la corte e la famiglia del deposto Peshwa, trasferitisi da Pune nel 1818. Una piccola realtà rispetto a quella precedente, in cui Bājīrāo aveva governato circa 50 milioni di uomini.
Contrariamente alle speranze della Compagnia, Bājīrāo visse ancora per 33 anni e morì nel 1851 a Bithur.